# Porto Carras

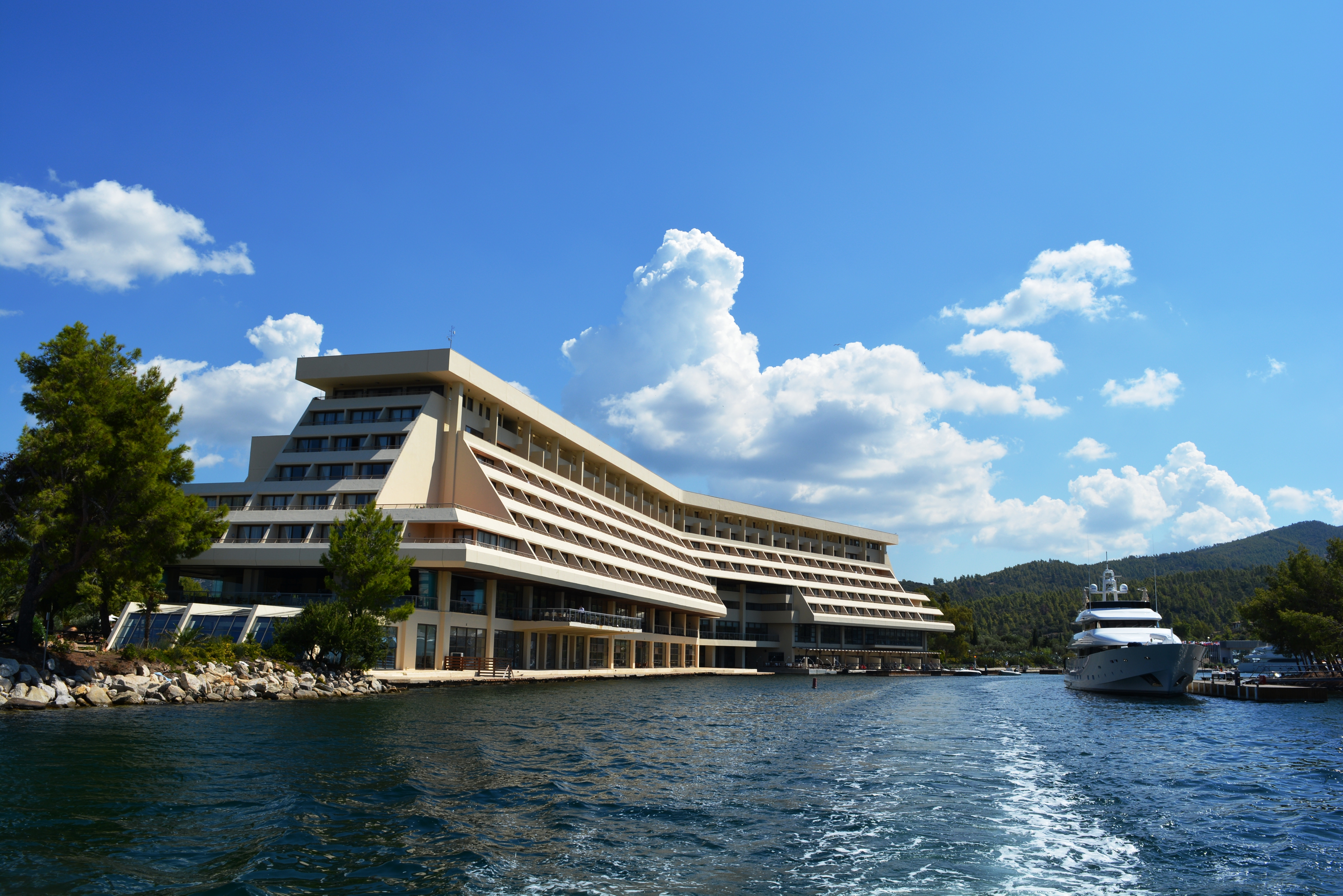
Blick in den Jachthafen mit Hotel Meliton

Porto Carras (griechisch Πόρτο Καρράς) ist eine Hotelanlage mit Weingut in Sithonia auf der Halbinsel Chalkidiki. Gebaut wurde die Anlage von dem Reeder Giannis Carras (Γιάννης Καρράς John Carras), der den Bauhaus-Architekten Walter Gropius mit der Planung beauftragt hatte. Bis heute befindet sich die Anlage im Originalzustand und gilt als gutes Beispiel einer funktionalistischen Architektur der 1970er Jahre.

## Geschichte

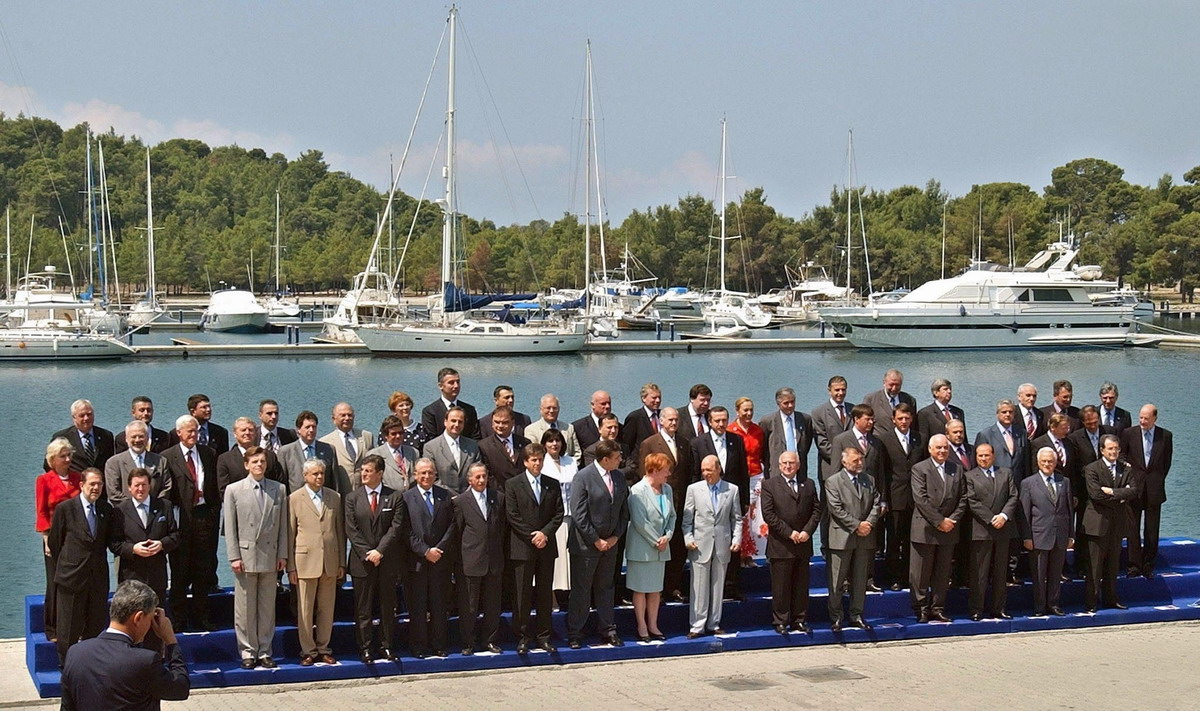
Gruppenfoto Westbalkan-Gipfel 2003

Große Hotelanlagen wurden in Griechenland bis in die 1960er Jahre einerseits durch internationale Ketten, andererseits durch das staatliche Xenia-Programm errichtet. Giannis Carras beauftragte Walter Gropius mit der Planung. Gropius starb 1969. Fertiggestellt wurde das Gebäude durch die Mitarbeiter seines Büros The Architects Collaborative.
Die Hotelanlage hat sich als Veranstaltungsort internationaler Kongresse und Veranstaltungen bewährt, darunter 2003 der Westbalkan-Gipfel, ein Gipfeltreffen der EU-Regierungs- und Staatschefs, mit dem Versprechen von Thessaloniki der seine Fortsetzung in den Westbalkan-Konferenzen an wechselnden Orten findet.
2020 wurde es von einer Gesellschaft des griechisch-russischen Unternehmers Iwan Ignatjewitsch Sawwidi für 205 Mio. € gekauft und im Mai des Jahres wurde das Meliton Hotel unter der neuen Leitung wiedereröffnet. Das Sithonia Hotel ist derzeit geschlossen.

## Anlage
Kern der Anlage sind die beiden 5-Sterne Hotels Meliton und Sithonia mit jeweils eigenem Strand und mehreren Pools sowie der Bungalowanlage Village Inn. Diese werden ergänzt durch eine Kongresshalle, Golf-, Reit- und Tennisklub, eine Thalassotherapie, einen Hubschrauberlandeplatz, einen Jachthafen, eine interne Ladenstraße mit kleinen Boutiquen, mehrere Restaurants und ein Casino innerhalb der geschlossenen Anlage.
Etwas oberhalb der Hauptanlage befinden sich das Weingut Porto Carras sowie die Villa Galini mit exklusiven Unterkünften.

## Weingut
Porto Carras ist mit 450 ha Rebfläche heute das größte biologisch arbeitende Weingut Griechenlands und gehört zur Weinbauregion Côtes de Meliton. Die Domäne wurde unter der Beratung des französischen Weinbau-Professor Émile Peynaud, orientiert am französischen Weinbau, aufgebaut. Es erhielt für einen der ersten griechischen Cabernet Sauvignons hochrangige internationale Prämierungen. Die Rebflächen befinden sich in Höhen zwischen 200 und 300 m.

## Sport-Turniere
Porto Carras war wiederholt Schauplatz bedeutender Schachturniere. 2010 und 2015 wurden im Hotel die Jugendweltmeisterschaften ausgetragen. 2011 kam es zur Ausrichtung der Europäischen Mannschaftsmeisterschaft, bei der Deutschland zum ersten Mal seit der Schacholympiade 1939 einen Sieg in einem internationalen Mannschaftsturnier errang. Auch der European Club Cup 2018 wurde in Porto Carras ausgetragen.